# Plagiochila
Plagiochila là một chi rêu trong họ Plagiochilaceae.